# Урбаниці (Польща)
Урбані́це (пол. Urbanice) — село в Польщі, у гміні Велюнь Велюнського повіту Лодзинського воєводства.
Населення — 142 особи (2011).
У 1975—1998 роках село належало до Серадзького воєводства.

## Демографія
Демографічна структура станом на 31 березня 2011 року:
|          | Загалом | Допрацездатний вік | Працездатний вік | Постпрацездатний вік |
| -------- | ------- | ------------------ | ---------------- | -------------------- |
| Чоловіки | 66      | 10                 | 51               | 5                    |
| Жінки    | 76      | 8                  | 43               | 25                   |
| Разом    | 142     | 18                 | 94               | 30                   |